# Václav Ertl
Václav Ertl (13. dubna 1875 Dobříš – 12. února 1929 Praha) byl český filolog, bohemista, překladatel z francouzštiny a středoškolský pedagog.

## Život
Středoškolská studia ukončil na příbramském gymnáziu v roce 1898, následně vystudoval bohemistiku a romanistiku na Filozofické fakultě UK (státní zkoušky z češtiny a francouzštiny 1902). Souběžně učil na obchodní škole v Kolíně (1898–1899), reálných gymnáziích Praha-Žižkov (suplent 1899–1900) a Náchod (profesor 1900–1904), od roku 1904 až do svého skonu (od 1919 pouze formálně) působil jako profesor pražské reálky v Ječné ulici a dívčího gymnázia Minerva (1904–1918). V letech 1919–1929 zastával funkci ředitele Kanceláře Slovníku jazyka českého, publikoval a od roku 1920 byl odpovědným redaktorem časopisu Naše řeč.
Jeho zásluhy ve vědním oboru jazykověda byly oceněny členstvím v České akademii věd a umění (dopisující člen od 28. června 1917, mimořádným zvolen 16. prosince 1920), mimořádným členem Královské české společnosti nauk se stal 13. ledna 1926.

## Dílo
Významným způsobem přispěl k rozvoji vědecké teorie spisovné češtiny, zejména ve stanovení kritérií jazykové správnosti mluvené i psané řeči, ve svých převážně časopisecky publikovaných studiích a statích se zabýval také problémy syntaktickými, morfologickými, lexikálními a významoslovnými. Byl autorem ve své době normativní mluvnice češtiny (Stručná mluvnice česko-slovenská), příruček o dějinách literatury, sestavovatelem čítanek a upravovatelem školních mluvnic Jana Gebauera. Věnoval systematickou pozornost teorii vyučování češtině na středních školách, vydal staročeské literární památky (např. Příhody Václava Vratislava z Mitrovic) a překládal z francouzštiny. Jako lexikograf se výrazně organizačně i autorsky podílel na přípravě vydání Příručního slovníku jazyka českého, který vycházel v letech 1935–1957.

## Publikace (výběr)
- Stručné dějiny literatury české 2 (s J. Vlčkem), 1909
- Gebauerova Mluvnice česká pro školy střední a ústavy učitelské 1–2, 1914
- Gebauerova Krátká mluvnice česká, 1916
- Stručná mluvnice česko-slovenská, 1919, 1924
- Čítanka pro vyšší třídy škol středních, 1922
- Gebauerova krátká mluvnice česká pro nižší třídy středních škol, 1928
- Česká mluvnice s připojenou cvičebnicí a slovníčkem pro obchodní školy (s J. Gebauerem a J. Kaňkou), 1929
- Časové úvahy o naší mateřštině, 1929